# Katalina Viteri
Katalina Viteri ist eine US-amerikanische Schauspielerin.

## Leben
Viteri wuchs mit Englisch und Spanisch als Muttersprachen bilingual in Miami, Florida auf. Ihr Großvater stammt aus Kuba. Sie machte ihren Bachelor of Arts in dem Fach Kommunikation und belegte als Nebenfach Psychologie an der Florida International University. 2012 zog sie nach Los Angeles. Sie hat eine Iris-Heterochromie und eines ihrer Augen ist blau und braun.
Sie begann ab 2011 ihre Schauspielkarriere und wirkte in einer Reihe von Kurzfilmen und als Episodendarstellerin in den Fernsehserien Drei Engel für Charlie und Watch Me mit. 2019 erschien der Kurzfilm Carolina, in dem sie die titelgebende Hauptrolle darstellte und außerdem für das Drehbuch und die Produktion zuständig war. 2021 wirkte sie in dem Bruce Willis und Megan Fox Film Midnight in the Switchgrass – Auf der Spur des Killers in der Rolle der Chasity mit. Im selben Jahr war sie in Fortress – Stunde der Abrechnung als Sophia und übernahm außerdem die weibliche Hauptrolle der Hackerin Tara Lopez in Robot Apocalypse.

## Filmografie (Auswahl)
- 2011: La Pageant Diva (Kurzfilm)
- 2011: Charlie’s Angels (Fernsehserie, Episode 1x08)
- 2012: The Desert (Kurzfilm)
- 2012: Watch Me (Fernsehserie, Episode 1x01)
- 2014: Senior Project
- 2014: Breaking Up with Celia (Kurzfilm)
- 2014: The Birthday Girl (Kurzfilm)
- 2015: Western Religion
- 2015: R.I.P. (Kurzfilm)
- 2015: Siblings (Kurzfilm)
- 2017: The Lady Killers
- 2017: Simi Valley (Fernsehserie)
- 2017: Listen
- 2018: Superheroes (Kurzfilm)
- 2018: Caretakers
- 2018: Sweet as Pie (Kurzfilm)
- 2019: EmBlem (Kurzfilm)
- 2019: Carolina (Kurzfilm, auch Drehbuch und Produktion)
- 2020: Sophism (Kurzfilm)
- 2021: Midnight in the Switchgrass – Auf der Spur des Killers (Midnight in the Switchgrass)
- 2021: Robot Apocalypse
- 2021: Fortress – Stunde der Abrechnung (Fortress)
- 2022: Pfad der Vergeltung (Savage Salvation)